# Babilonske številke
Babilonske številke so sistem  klinopisnih znakov, ki so se uporabljali za zapisovanje števil.
Babilonci, znani po svojih astronomskih opazovanjih in izračunih, h katerim je pripomogel tudi abakus, ki so ga izumili sami, so uporabljali šestdesetiški (heksagezimalni) številski sistem  z osnovo 60, katerega so nasledili od Sumercev ali Akadcev.

## Izvor
Sistem se je prvič pojavil okoli leta 2000 pr. n. št.. Njegova struktura odraža desetiške leksikalne številke semitskih jezikov in ne sumerskih leksikalnih številk. Povezavo s sumerskim sistemom potrjuje poseben sumerski znak za številko 60 (poleg dveh semitskih znakov za isto številko).

## Znaki
Babilonski številski sisem je verjeto prvi znani pozicijski številski sistem, v katerem vrednost posameznega digita ni odvisna samo od njega, ampak tudi od njegovega položaja položaja znotraj števila.  Takšen sistem je pomenil izjemno pomemben napredek, ker je nepoložajni sistem za vsako potenco snove zahteval poseben znak (en deset, en sto, en tisoč itd.), kar je otežavalo računanje.
Namesto 59 različnih znakov za številke od 1 do 59 sta bila zdaj za njihov zapis potrebna samo dva znaka:  za štetje enic in   za štetje desetic.  Zapis je bil precej podoben zapisu z rimskimi številkami. Znak za številko 23 se je zapisal s kombinacijo  .  Presledek je pomenil mesto brez vrednosti, podoben sodobni ničli. Babilonci so kasneje za prazno mesto izoblikovali poseben znak. Ker sistem ni poznal decimalne vejice, je bilo treba vrednost številke razbrati iz konteksta: babilonski zapis  je lahko pomenil 23, 23 x 60, 23 x 60 x 60 ali 23/60 itd..
Sistem je za številke nedvomno uporabljal desetiški številski sistem, ki je poenostavil zapis, vendar ni bil  mešan sistem z osnovama 10 in 6. Bil je šestdesetiški sistem, ker so na njem temeljile položajne vrednosti številk in babilonska aritmetka. 
Dediščina šestdesetiškega sistema se je ohranila do danes pri merjenju kotov in časa: krog ima 360°, 60° merijo notranji koti v enakostraničnem trikotniku, ura ima 60 minut in minuta 60 sekund.
Število 60 je po teoriji superiorno zelo sestavljeno število (prejšnje in nasledje število sta 12 in 120), ki je bilo izbrano zaradi njegove prvorazredne faktorizacije 2x2x3x5, zaradi katere je deljiv s števili 1, 2, 3, 4, 5, 6, 10, 12, 15, 20 in 30. Cela števila in ulomki so se zapisovali enako. Decimalna vejica se ni pisala, ampak jo je bilo treba razbrati iz konteksta.

## Ničla
Babilonci niso imeli niti znaka niti koncepta za število nič. Četudi so razumeli idejo ničnosti, nanjo niso gledali kot na število, ampak na manjkajoče število. Namesto ničle so sprva uporabljali presledek, katerega so kasneje zamenjali s simbolom .

## Vira
- K.W. Menninger (1969). Number Words and Number Symbols: A Cultural History of Numbers. MIT Press. ISBN 0-262-13040-8.
- J. McLeish (1991). Number: From Ancient Civilisations to the Computer. HarperCollins. ISBN 0-00-654484-3.